# Мексикано-французские отношения
Мексикано-французские отношения — двусторонние дипломатические отношения между Мексикой и Францией.

## История
В 1821 году император Мексики Агустин I после получения независимости от Испании направил министра иностранных дел на встречу с королем Франции Людовиком XVIII с целью провести переговоры по признанию независимости Мексики, однако Людовик XVIII отказал в просьбе из-за своих союзнических отношений с Испанией. 26 ноября 1826 года Франция установила неофициальные отношения с Мексикой, начав проводить торговые операции компаниями этой страны. В сентябре 1830 года Франция признала независимость Мексики и установила с ней дипломатические отношения после вынужденного отречения короля Франции Карла X и прекращении власти Бурбонов. В том же году обе страны открыли дипломатические представительства в столичных городах.
После установления дипломатических отношений страны не всегда находились в дружеских отношениях, особенно после начала Кондитерской войны (ноябрь 1838 — март 1839), известная также как Первая французская интервенция в Мексику. Поводом для войны послужило стремление французов получить компенсацию за имущество, поврежденное и разграбленное мексиканцами. Во время войны Франция (при содействии Соединённых Штатов Америки) блокировала мексиканские порты, нанося тем самым ущерб экономике страны. Три месяца спустя Мексика согласилась выплатить Франции 600 000 песо в качестве компенсации. В декабре 1861 года император Франции Наполеон III поставил условие Мексике немедленно выплатить свой внешний долг, но по факту преследовал более глобальные цели и хотел расширить свою империю в Латинской Америке, что в итоге привело к Второй французской интервенции в Мексику. В 1864 году после успешной военной кампании Наполеон III назначил своего двоюродного брата Максимилиана I из династии Габсбургов императором Мексики.
В течение нескольких лет мексиканские повстанцы под предводительством Бенито Хуареса сражались против французских интервентов и коллаборационистов . Весной 1865 года США дали согласие сторонника Бенито Хуаресе закупать оружие и боеприпасы, а также стали оказывать дипломатическое давление на Париж. Вашингтон направил генерала Уильяма Текумсе Шермана и 50 000 военнослужащих на границу с Мексикой с целью показать Франции, что время их интервенции истекло. Наполеон III решил, что лучшим выходом из сложившийся ситуации будет вывести войска из Мексики. Император Максимилиан I отказался покинуть страну вместе с французскими войсками и был казнен мексиканскими повстанцами в 1867 году.
В 1866 году Наполеон III решил вывести французские войска из Мексики из-за американского давления и того факта, что повстанческие войска успешно продвигались по направлению к Мехико. В 1867 году император Максимилиан I был схвачен и казнен в Сантьяго-де-Керетаро, тем самым время Второй Мексиканской империи подошло к концу. События 1860-х годов отмечаются во Франции и Мексике по сей день. В Мексике отмечается Синко де Майо в честь победы мексиканцев над французскими войсками в битве при Пуэбле (5 мая 1862 года). Французский Иностранный легион отмечает «День Камероны» в знак уважения к героизму небольшого подразделения французских войск во время сражения при Камероне, когда французы дали бой значительно превосходящей по численности группировке мексиканских войск 30 апреля 1863 года. В 1911 году президент Мексики Порфирио Диас, который в звании генерала сражался против французов во время Второй французской интервенции, покинул страну так как являлся франкофилом и умер в Париже в 1915 году, где похоронен на кладбище Монпарнас. В декабре 1926 года правительство Мексики купило недвижимость для размещения посольства в Париже. Во время Второй мировой войны Мексика разорвала дипломатические отношения с Режимом Виши и поддерживала дипломатические отношения с французским правительством в изгнании (также известным как Сражающаяся Франция) во главе с генералом Шарлем де Голлем в Лондоне. В 1944 году между странами были восстановлены полные дипломатические отношения когда война в Европе подходила к концу.
В декабре 2005 года гражданка Франции Флоренс Касе была арестована в Мексике по обвинениям в похищении людей, участии в преступной группировке и владении огнестрельным оружием. Она была признана виновной мексиканским судом и приговорена к 60 годам лишения свободы. Флоренс Касе всегда заявляла о своей невинности, что в итоге привело к началу дипломатического конфликта между Мексикой и Францией. Президент Франции Николя Саркози попросил правительство Мексики разрешить Флоренс Касе отбыть наказание во Франции, однако его просьба была отклонена.
В 2009 году Мексика отменила свое участие в праздновании «года Мексики во Франции» (запланировано 350 мероприятий, просмотров фильмов и симпозиумов), поскольку Николя Саркози заявил, что на этом мероприятии будет широко освещена судьба Флоренц Касе. В январе 2013 года Верховный суд Мексики принял решение освободить Флоренц Касе и она была депортирована во Францию. После её освобождения Франция обязалась оказать Мексике помощь в создании жандармерии по просьбе президента страны Энрике Пенья Ньето.

## Торговля
В 1997 году Мексика подписала Соглашение о свободной торговле с Европейским союзом (включая Францию). В 2009 году товарооборот между странами составил сумму 5,9 млрд. долларов США. В период с 1999 по 2008 год французские компании инвестировали более 1,7 млрд долларов США в экономику Мексики. В этот же период времени мексиканские компании инвестировали 594 миллиона долларов США в экономику Франции. В 2011 году Франция являлась 16-м крупнейшим торговым партнером Мексики, а Мексика — 53-м крупнейшим торговым партнером Франции.